# Львівський національний літературно-меморіальний музей Івана Франка
Львівський національний літературно-меморіальний музей Івана Франка (Дім Франка) — музей у Львові, на вулиці Івана Франка, 150/152. Розташований у будинку Івана Франка, у якому він мешкав у 1902—1916 роках. Музей відкритий 10 жовтня 1940 року.
Музей розміщений у двох будинках: у першому, меморіальному, висвітлюється життєвий і творчий шлях письменника (5 кімнат), у другому експонати якого розкривають значення творчості Франка та вшанування його пам'яті (6 кімнат).
В експозиції, фондах та бібліотеці зберігають прижиттєві видання творів Франка, газети, журнали, які він видавав та в яких публікував свої твори. Серед експонатів — рукописи, найповніша колекція оригінальних фотографій письменника, його сім'ї, друзів, знайомих. У музеї представлено твори художників І. Труша, Ф. Красицького, О. Кульчицької, І. Їжакевича, А. Манастирського, В. Касіяна, М. Івасюка, Л. Левицького, С. Караффи-Корбут тощо, роботи скульпторів, твори народного мистецтва. Відновлено робочий кабінет І. Франка.

## Історія музею
26 січня 1940 року за ініціативою Спілки радянських письменників Народний комісаріат освіти УРСР (так тоді називалося Міністерство освіти) ухвалив рішення про відкриття Літературно-меморіального музею Івана Франка у Львові у домі письменника. Директором новоствореного музею призначили Петра Франка, який на той час був депутатом Верховної Ради УРСР. Урочисте відкриття відбулось 10 жовтня 1940 року о восьмій годині вечора. Однак, Петро Франко був директором Музею лише короткий час, бо вже 29 червня 1941 року його було вивезено зі Львова нібито в евакуацію (через напад Німеччини на СРСР). З цього моменту його доля невідома.
Під час німецької окупації Львова музей не працював. Експонати було перенесено до Національного музею, міської бібліотеки та Наукового товариства ім. Т. Шевченка. Дім Івана Франка сильно постраждав від авіабомби, що її радянські пілоти скинули неподалік. Після закінчення Другої Світової війни музей знову відкрили для відвідувачів 27 липня 1945 року.
1 серпня 1944 року музеєві передано сусідню садибу під номером 154 (колишній будинок М. Грушевського). 25 жовтня 1946 року, після критики роботи музею за «ідеологічні зриви» у газеті «Львовская правда» експозицію було знову закрито для перебудови. Влітку 1949 року на подвір'ї музею встановлено погруддя Івана Франка роботи Григорія Пивоварова. Погруддя початково створене в гіпсі у 1937—1939 роках і перебувало в Києві. Відлите в бронзі у Львові і подароване Музею вже після смерті скульптора. 9 квітня 1956 року Всесвітньою Радою Миру прийнято рішення про відзначення на міжнародному рівні 100-річчя від дня народження Івана Франка. До цієї нагоди в музеї було створено нову експозицію.
1963 року зроблено перший капітальний ремонт будинку письменника.
1998 року у колишньому будинку Грушевського (№ 154 на вулиці Франка), що використовувався музеєм, відкрито окремий Державний меморіальний музей Михайла Грушевського.
23 серпня 2011 року указом Президента України Львівському літературно-меморіальному музею Івана Франка надано статус національного.
Певний час Львівський музей Івана Франка мав дві філії:
1) у рідному селі Івана Франка Нагуєвичах, на базі давнього музею і заповідника (музей з 1939 р., заповідник — з 1940 р.). Радянський музей в Нагуєвичах діяв як незалежна структура впродовж 1946—1963 рр. З волі партійної радянської номенклатури філію в Нагуєвичах було відкрито у 1963 р., саме на базі давнього музею, яка проіснувала до 2001 р. Після пожежі садби Франків у Нагуєвичах у 2001 р. Роман Горак відмовився від подальшої опіки над нею і вивіз більшість експонатів до Львова, при цьому навіть ті, які були зібрані під час існування музею упродовж 1946—1962 рр[джерело?].
2) у селі Криворівня, у якому Іван Франко часто перебував влітку у 1901—1914 роках. У 90-х роках ХХ ст. ця філія відокремилися і тепер функціонує як окремий Літературно-меморіальний музей Івана Франка.

## Директори
- Франко Петро Іванович (1890—1941) — син письменника, педагог, письменник, співзасновник «Пласту», сотник Легіону УСС, депутат Верховної Ради УРСР. Перший директор музею. Працював з 26.01.1940 до 22.06.1941.
- Карманський Петро Сильвестрович (1878—1956) — поет, перекладач. Директор музею з 09.08.1944 р. до 14.01.1947 року.
- Франко Тарас Іванович (1889—1971) — письменник, педагог. Директор з 15.01.1947 р. по 06.07.1949 р.
- Кияшко Іван. Став в.о. директора музею 26.07.1949 р. З 01.01.1950 р. підписував документи вже як директор музею.
- Кіх Марія Семенівна (1914—1979) — громадська діячка, депутат Верховної Ради УРСР. Директор музею від 1959 року.
- Стефаник Семен Васильович (1904—1981) — громадсько-політичний діяч
- Струтинський Микола Володимирович (1920—2003) — діяч органів держбезпеки, колишній партизан
- Горак Роман Дмитрович (1942) — письменник, дослідник творчості Івана Франка. Директор музею у 1993—2017 рр.
- Тихолоз Богдан Сергійович (1978) — літературознавець, франкознавець. Директор музею від 2017 року.

## Експозиція
У Львівському музеї Івана Франка є меморіальна і літературна експозиції. У меморіальній експозиції, що розташована у будинку письменника, максимально точно відтворено обстановку у якій жив Іван Франко і його сім'я. Будинок двоповерховий. На першому поверсі є 5 експозиційних кімнат і передпокій, на другому поверсі — нова частина меморіальної експозиції (відкрита у 2006 р.) — дві невеликі кімнати (синів і дружини).
Літературна експозиція розташована у будинку поруч (вул. І. Франка, 150). Тут відтворено життєвий і творчий шлях письменника, експонуються його твори, портрети, фотографії, документи.
У Львівському музеї І. Франка зберігаються майже всі першовидання творів письменника, архівні документи, фотографії, рукописи, матеріали, що стосуються літературно-наукової, політичної і громадської діяльності, ювілейних святкувань і похорону І. Франка. Окрема зала присвячена всесвітній славі Івана Франка.

## Музейний комплекс
Нині комплекс Музею складається із двох будівель. Основною є вілла Івана Франка, збудована у 1901—1902 роках у «швейцарському» стилі за проектом будівничого Мартина Заходнього. Початкова адреса — вулиця Понінського, 4, нині — це № 152 на вулиці Івана Франка. Ділянку під будівництво площею 9 сотих землі І. Франко придбав у 1901 році. Для цього використав гроші, подаровані громадськістю до 25-літнього ювілею літературної і громадсько-політичної діяльності, а також гроші з посагу своєї дружини Ольги Хоружинської. Для будівництва дому І.Франко взяв позику у банку, яку остаточно погасили вже після смерті письменника його сини Петро і Тарас. Двоповерховий будинок був облаштований дуже скромно: опалення було пічне, освітлювався гасовими лампами, прості меблі. Перший поверх мав п'ять кімнат і кухню, на другому поверсі — дві кімнати. Капітальний ремонт проведений у 1963 році, тоді ж було змінено систему опалення.
Другий будинок, що належить Музею, був споруджений у 1923—1925 рр. початково для власника готелю «Європейський» Антонія Увєри. Це двоповерхова вілла у стилі модернізованого класицизму. Проект виконаний львівським архітектором Іваном Багенським. З початку 90-х років влада передала цей будинок для адміністративних приміщень і літературної експозиції Музею.
Поруч (вул. І. Франка, 154) є будинок, який належав Михайлу Грушевському. Час побудови та автор проекту — той самий, що й у вілли І. Франка. Дім М. Грушевського належав Музеєві у 1944—1990-х роках. Початково тут було розміщено адміністрацію музею, фонди і частини експозиції. Нині у цьому домі — Державний меморіальний музей Михайла Грушевського.

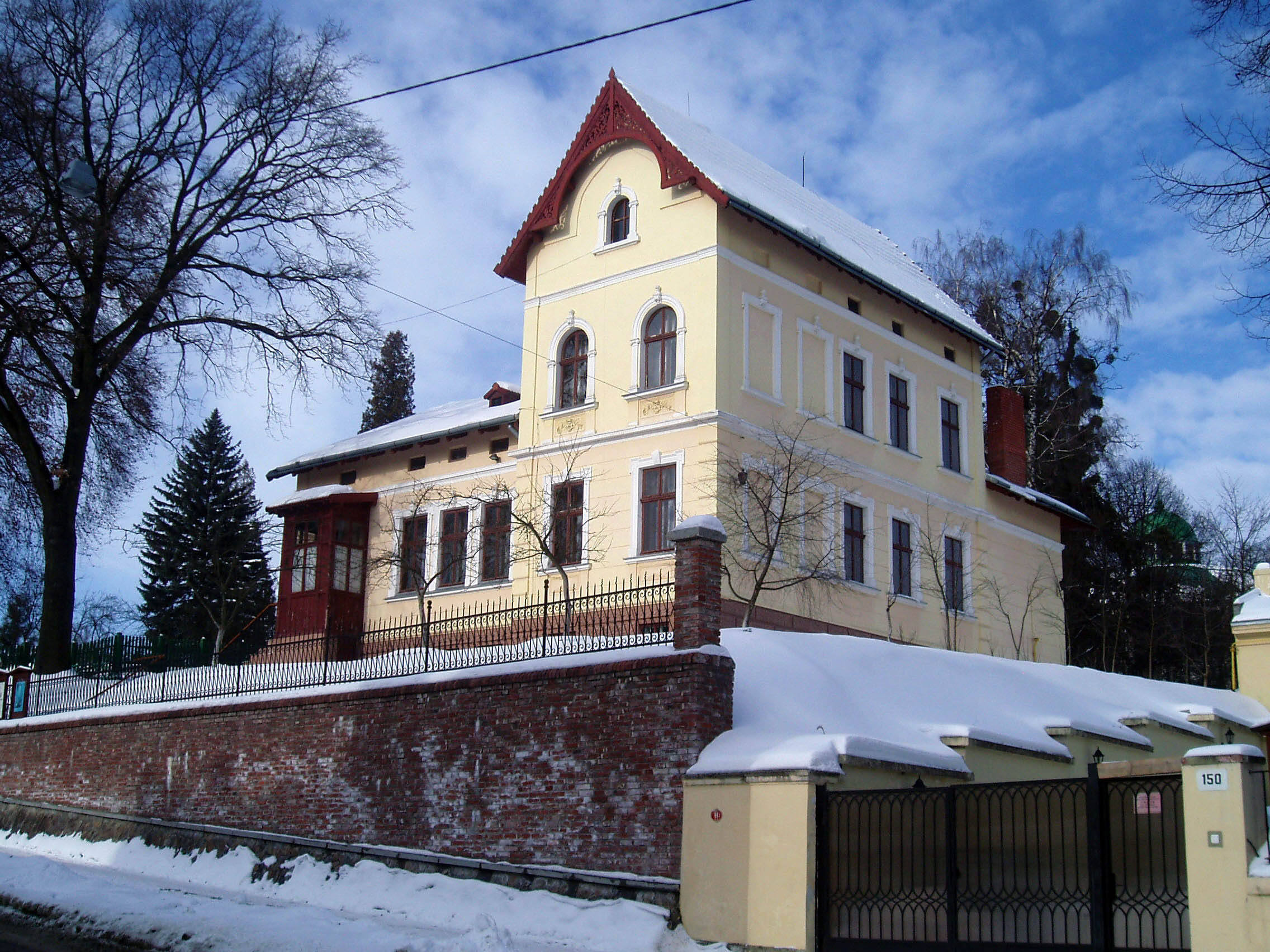
Головна будівля музею — дім Івана Франка.
Сусідній будинок № 150, використовується музеєм від 1991 року.
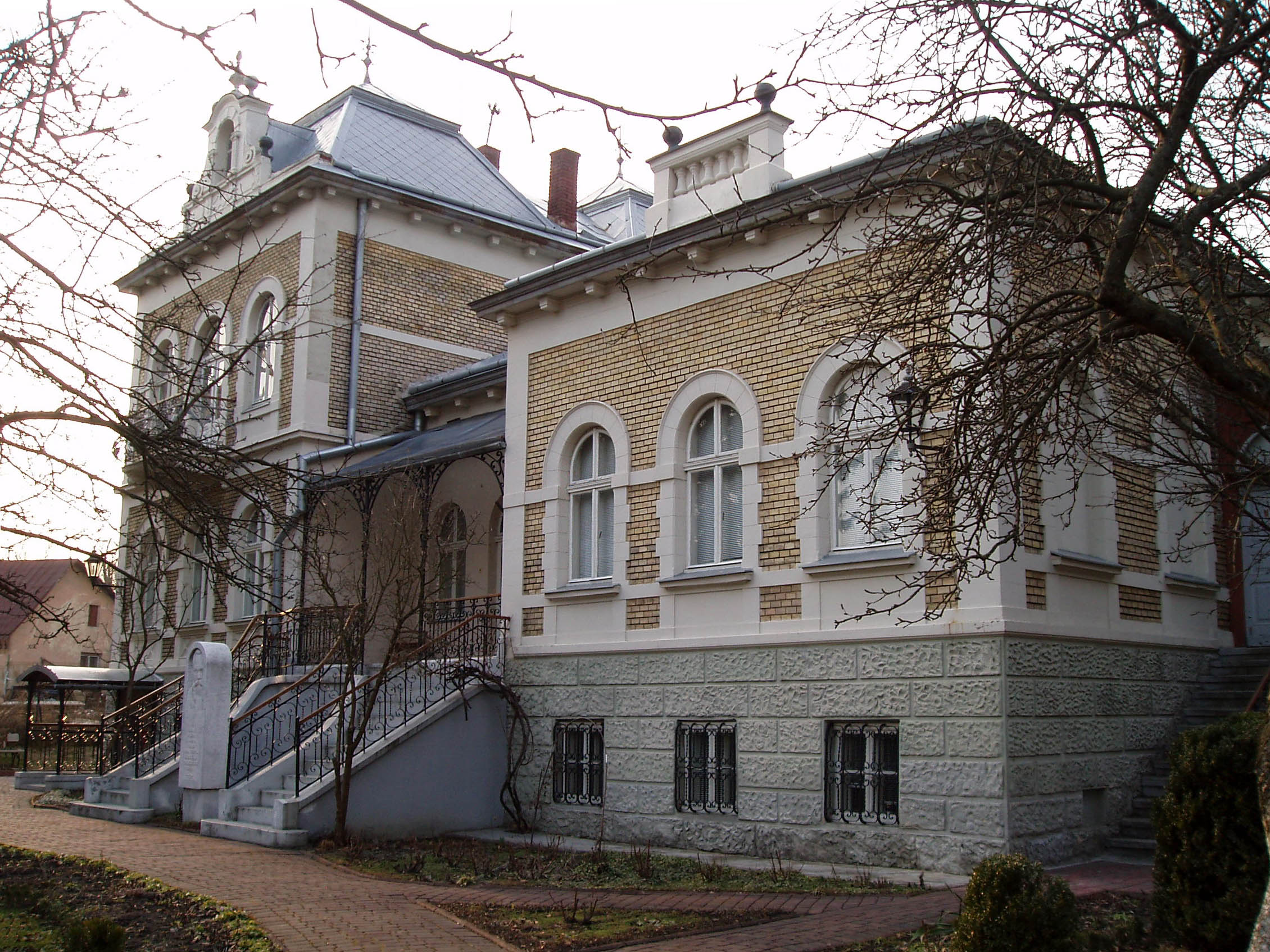
Вілла Михайла Грушевського, що належала музею у 1944 - 1991 роках.
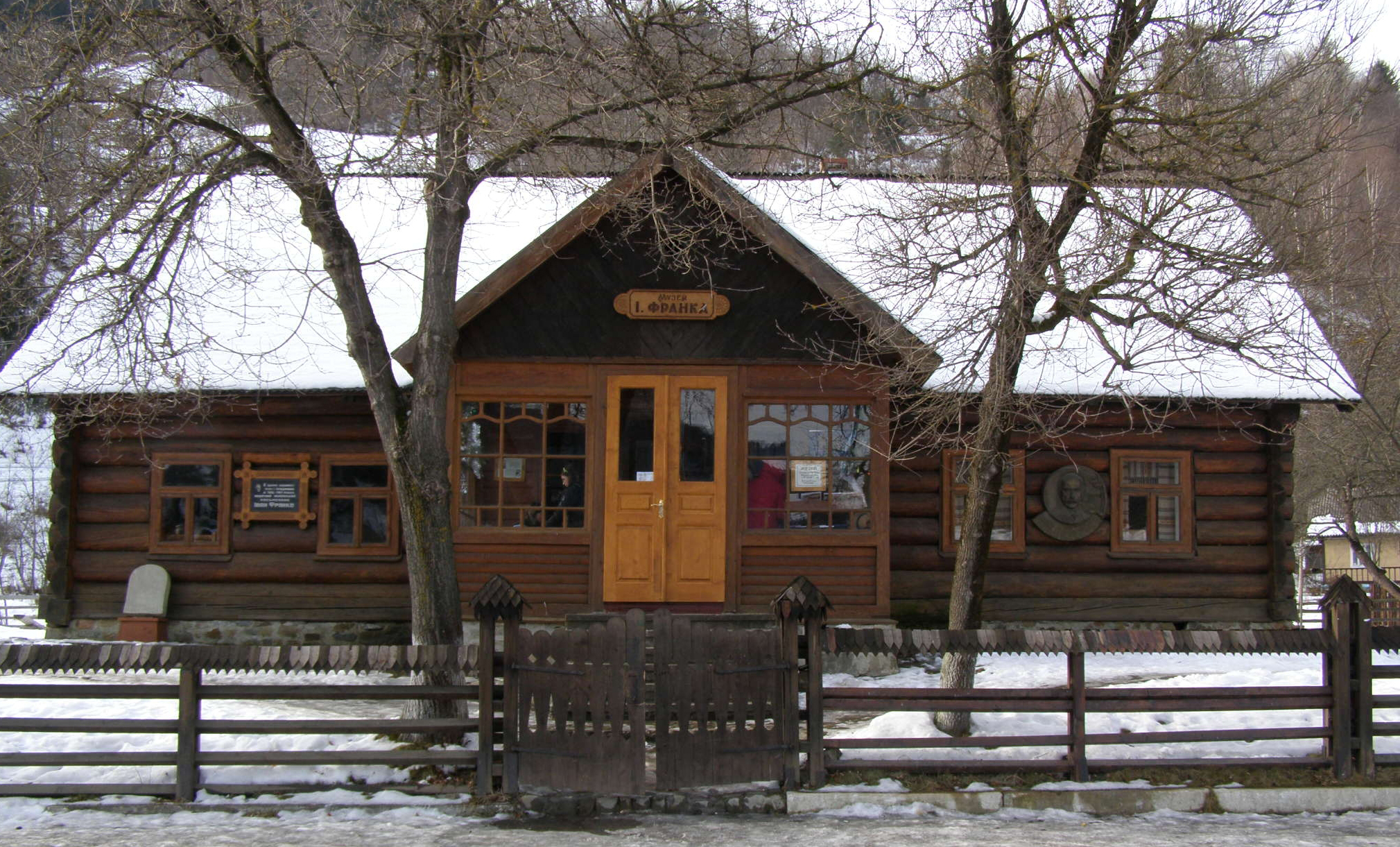
Дім у Криворівні, у якому певний час був філіал Музею.

## Цікаві факти
- У поштовому відділенні Львів-11 (вул. Івана Франка, 91/93) здійснюється погашення кореспонденції спеціальним поштовим штемпелем постійної дії «Літературно-меморіальний музей Івана Франка».[3]
- Львівський національний літературно-меморіальний музей Івана Франка під орудою Богдана Тихолоза першим серед українських музеїв отримав спеціальну нагороду «За лідерство» міжнародної премії «Živa Award»[4] для найкращого слов'янського музею та найкращого об'єкта культурної й природної спадщини, яку присуджують Форум слов'янських культур (Forum of Slavic Cultures) та  Європейська музейна академія [de] (ЕМА) (2020; у зв'язку з пандемією нагородження фактично відбулося 2022 р. у місті Белград, Сербія)[5].